# Glasgow Tigers
I Glasgow Tigers sono una squadra di football americano di Glasgow, in Gran Bretagna. Fondati nel 1984 da agenti della polizia di Glasgow come Strathclyde Sheriffs, nel 2002 hanno cambiato nome in Glasgow Tigers; hanno vinto un Caledonian Bowl.

## Dettaglio stagioni

### Tornei

#### Tornei nazionali

##### Campionato

###### BAFA NL
| Stagione | regular season | regular season | regular season | regular season | regular season | regular season | playoff | playoff | playoff | playoff | playoff | playoff                       | playoff    |
|          | Vin            | Par            | Per            | Tot            | PF             | PS             | Vin     | Per     | Tot     | PF      | PS      | risultato                     | avversaria |
| -------- | -------------- | -------------- | -------------- | -------------- | -------------- | -------------- | ------- | ------- | ------- | ------- | ------- | ----------------------------- | ---------- |
| 2021     | 0              | 0              | 6              | 6              | 31             | 265            | -       | -       | -       | -       | -       | Quarto posto girone Caledonia | -          |
| Totale   | 0              | 0              | 6              | 6              | 31             | 265            | -       | -       | -       | -       | -       |                               |            |

Fonti: Enciclopedia del Football - A cura di Massimo Mezzetti

###### Budweiser League Premier Division/BAFA NL National/BAFA NL Division One
| Stagione | regular season | regular season | regular season | regular season | regular season | regular season | playoff | playoff | playoff | playoff | playoff | playoff   | playoff    |
|          | Vin            | Par            | Per            | Tot            | PF             | PS             | Vin     | Per     | Tot     | PF      | PS      | risultato | avversaria |
| -------- | -------------- | -------------- | -------------- | -------------- | -------------- | -------------- | ------- | ------- | ------- | ------- | ------- | --------- | ---------- |
| 1987     | 1              | 2              | 5              | 8              | 94             | 193            | -       | -       | -       | -       | -       | -         | -          |
| 2014     | 3              | 0              | 7              | 10             | 103            | 210            | -       | -       | -       | -       | -       | -         | -          |
| 2018     | 3              | 0              | 7              | 10             | 53             | 277            | -       | -       | -       | -       | -       | -         | -          |
| 2022     | 1              | 0              | 9              | 10             | 116            | 406            | -       | -       | -       | -       | -       | -         | -          |
| Totale   | 8              | 2              | 28             | 38             | 366            | 1086           | -       | -       | -       | -       | -       |           |            |

Fonti: Enciclopedia del Football - A cura di Massimo Mezzetti

###### BAFA NL Division Two
| Stagione | regular season | regular season | regular season | regular season | regular season | regular season | playoff | playoff | playoff | playoff | playoff | playoff                              | playoff               |
|          | Vin            | Par            | Per            | Tot            | PF             | PS             | Vin     | Per     | Tot     | PF      | PS      | risultato                            | avversaria            |
| -------- | -------------- | -------------- | -------------- | -------------- | -------------- | -------------- | ------- | ------- | ------- | ------- | ------- | ------------------------------------ | --------------------- |
| 2015     | 5              | 0              | 5              | 10             | 203            | 207            | -       | -       | -       | -       | -       | -                                    | -                     |
| 2016     | 7              | 0              | 3              | 10             | 206            | 107            | 0       | 1       | 1       | 0       | 48      | Quarti di finale Northern Conference | Newcastle Vikings     |
| 2017     | 8              | 0              | 1              | 9              | 179            | 48             | 2       | 1       | 3       | 62      | 57      | Finale Northern Conference           | Shropshire Revolution |
| Totale   | 20             | 0              | 9              | 29             | 588            | 362            | 2       | 2       | 4       | 62      | 105     |                                      |                       |

Fonti: Enciclopedia del Football - A cura di Massimo Mezzetti

#### Tornei locali

##### Caledonian American Football League
| Stagione | regular season | regular season | regular season | regular season | regular season | regular season | playoff | playoff | playoff | playoff | playoff | playoff   | playoff       |
|          | Vin            | Par            | Per            | Tot            | PF             | PS             | Vin     | Per     | Tot     | PF      | PS      | risultato | avversaria    |
| -------- | -------------- | -------------- | -------------- | -------------- | -------------- | -------------- | ------- | ------- | ------- | ------- | ------- | --------- | ------------- |
| 1988     | 10             | 0              | 0              | 10             | 284            | 17             | 1       | 0       | 1       | 46      | 12      | Campioni  | Ness Monsters |
| Totale   | 10             | 0              | 0              | 10             | 284            | 17             | 1       | 0       | 1       | 46      | 12      |           |               |

Fonti: Enciclopedia del Football - A cura di Massimo Mezzetti

##### SGA
| Stagione | regular season | regular season | regular season | regular season | regular season | regular season | playoff | playoff | playoff | playoff | playoff | playoff   | playoff    |
|          | Vin            | Par            | Per            | Tot            | PF             | PS             | Vin     | Per     | Tot     | PF      | PS      | risultato | avversaria |
| -------- | -------------- | -------------- | -------------- | -------------- | -------------- | -------------- | ------- | ------- | ------- | ------- | ------- | --------- | ---------- |
| 1995     | 3              | 0              | 6              | 9              | 96             | 158            | -       | -       | -       | -       | -       | -         | -          |
| 1996     | ?              | ?              | ?              | ?              | ?              | ?              | ?       | ?       | ?       | ?       | ?       | ?         | ?          |
| 1997     | 1              | 0              | 7              | 8              | 26+?           | 34+?           | ?       | ?       | ?       | ?       | ?       | ?         | ?          |
| Totale   | 4+?            | 0+?            | 13+?           | 17+?           | 122+?          | 192+?          | ?       | ?       | ?       | ?       | ?       |           |            |

Fonti: Enciclopedia del Football - A cura di Massimo Mezzetti

### Riepilogo fasi finali disputate
| Anno              | Luogo | Evento                              | Fase del torneo      | Incontro                               | Risultato |
| 7 agosto 1988     |       | Caledonian American Football League | Caledonian Bowl      | Strathclyde Sheriffs - Ness Monsters   | 42 - 16   |
| 21 agosto 2016    |       | BAFA NL Division Two                | Quarti di Conference | Newcastle Vikings - Glasgow Tigers     | 48 - 0    |
| 10 settembre 2017 |       | BAFA NL Division Two                | Finale di Conference | Shropshire Revolution - Glasgow Tigers | 31 - 7    |

## Palmarès
- 1 Caledonian Bowl (1988)